# Senecio laceratus
Senecio laceratus là một loài thực vật có hoa trong họ Cúc. Loài này được (F.Muell.) Belcher miêu tả khoa học đầu tiên năm 1956.